# ブレイズ・ユニオン
『ブレイズ・ユニオン』（英題: Blaze Union: Story to Reach the Future）は、スティングが企画・開発し、アトラスより発売された日本のファンタジーシミュレーションRPGである。キャラクターデザインは光崎瑠衣、カードデザインは戸部淑が担当している。2010年5月27日にPlayStation Portable用ゲームとして発売された。

## 概要
剣と魔法の世界を舞台に、悪政によって腐敗した帝国を改革しようと奮闘する私兵団の行く末を描く内容のシミュレーションRPG。2006年にゲームボーイアドバンスで発売され、後にPSP版も発売された前作『ユグドラ・ユニオン』から、ゲームシステム、世界設定、登場人物を引き継いだ作品である。世界観を共有する『Dept. Heaven Episodesシリーズ』の中では、シリーズのエピソードには含まれない「関連作品」とされ、『ユグドラ・ユニオン』のスピンオフ作品として位置づけられているが、『ユニオンシリーズ』の中では、『ユグドラ・ユニオン』と『グロリア・ユニオン』の間に位置する第2作とされる。
本作では『ユグドラ・ユニオン』の物語よりも3年前の時代の出来事を描いており、前作ではプレイヤーにとって倒すべき敵キャラクターとして登場した登場人物たちが、今作ではプレイヤー側の主要なユニットとして登場している。本作では物語の主人公に、前作では王女ユグドラの宿敵として登場した焔帝ガルカーサの過去の姿を据え、皇帝の座につく以前の彼を悩み苦しみながら成長していく青年として描きつつ、重苦しくなり過ぎないよう笑いあり涙ありの仲間との友情を織り交ぜた、キャラクター同士のドラマ性を重視した内容が志向されている。
前作『ユグドラ・ユニオン』が物語として完結しており後日談を膨らませる余地がなかったことから、本作では前作とは舞台や登場人物を共有しつつも新しい視点を導入することで、前作で描かれた世界に深みを持たせるという方向性が意図されている。キャラクターデザイナーが交代しイメージチェンジが行われているのも、共通の世界を新しい切り口で描くというコンセプトの一環である。また前作のシナリオが内部開発によるものであったのに対し、本作のシナリオはアールフォース・エンターテインメントに外注されている。

## ゲームシステム
前作『ユグドラ・ユニオン』と同じ。ターンの最初に「タクティクスカード」と呼ばれる攻撃力や移動力の書かれたカードを1枚選択する。選択したカードに書かれている移動力分だけ自軍のキャラクターを移動できる。敵軍に隣接すると、そのキャラクターに向けて攻撃できる。基本的に攻撃は1ターンにつき、いずれか1キャラクター1回のみで、他の自軍キャラクターが近くに入れば、複数での攻撃も可能。
ミッションの勝利条件は、敵軍を全滅させるか、敵軍のリーダーを倒すかのどちらかが殆どであり、敗北条件は、自軍のバトルキャラクターの士気が0になるか、非戦闘キャラクターに敵が隣接するか、タクティクスカードを使い切るのいずれかを満たす時である。

## ストーリー
前作『ユグドラ・ユニオン』の時代から遡ること3年前。魔竜ブロンガの力を受け継ぐ一族によって支配されているブロンキア帝国は、皇帝ソルティエの悪政に苦しめられていた。理不尽な世の中に義憤を抱く帝国の青年ガーロットは、幼馴染みの仲間と共に義賊団を結成し、弱者を虐げ私腹を肥やす権力者たちを懲らしめていたが、やがて自分の力の限界に直面するようになる。彼は帝国の改革という目標のために権力を求める貴族ヴェルマンの元で、私兵団を率いて不正を取り締まる立場となり、それぞれ様々な事情を抱える仲間たちを集め、ブロンキア帝国の政治体制を変革することで理想を実現しようとする。
物語の結末はプレイヤーが辿った行動によって分岐し、ガーロットが新生ブロンキア帝国の支配者となり隣国ファンタジニア王国に攻め込むという、前作『ユグドラ・ユニオン』のプロローグへと繋がる結末を迎える場合もあれば、前作における主要な問題が前日譚である本作内で解決されたり、前作における中心的な登場人物が死を迎えたりするなどといった、前作とは繋がらない別の結末を迎える場合もある。

## キャラクター

### ブレイズ義賊団（私兵団グラムブレイズ）
ガーロット、シスキア、ジェノンの三人が「ブレイズ義賊団」として立ち上げた集団。後にヴェルマンからの申し出を受け入れて「私兵団グラムブレイズ」へと改名する。
ガーロット
声 - 鳥海浩輔
本作の主人公。弱者が虐げられる理不尽な世の中に対して義憤を抱き、ソルティエ皇帝の悪政の元で無法を行う者たちに立ち向かっていく。直情的で正義感が強く、目の前で助けを求めている人を放っておけない性格。悩みや迷い、非情になり切れない優しさといった弱さも抱えており、戦いによる解決が不幸の連鎖を生むことに悩みつつも、理想を叶えるための強い力を欲する。「赤髪」という名で呼ばれることもある。
実は魔竜ブロンガの血を受け継ぐ人物であり、ストーリーの分岐によっては、彼が前作『ユグドラ・ユニオン』において中盤までの仇敵として登場した焔帝ガルカーサの過去の姿であることが明かされる。ただしプレイヤーの行動によっては異なる結末を迎えることもある。
シスキア
声 - 堀江由衣
二人のヒロインの内のひとり。ガーロット、ジェノンの幼馴染みで、共に義賊団の結成に関わった初期メンバーの一員。快活な性格の女性で、クロスボウを武器に戦う。ガーロットに対しては友情以上の感情を抱いており、ガーロットの理解者として、時には理想のために命を奪い合うことの重みに挫けそうになる彼を励ます。ストーリーの分岐によって異なる運命を辿り、前作のプロローグへと続く展開の物語では、彼女の死がガーロットに魔竜の血の力を用いることを決意させ、彼を覇道へと歩ませる動機のひとつになる。分岐によっては最後まで生存する。
スカーフ集めが趣味。
ジェノン
声 - 川田紳司
ガーロット、シスキアの幼馴染みで、共に義賊団の結成に関わった初期メンバーの一員。メンバーの参謀を自認し、後にネシアからも戦術レベルの策を評価されるが、情に流されやすい部分もある。女好きで惚れっぽく、メデューテをはじめとする仲間の女性たちに対してしばしば色目を使おうとするが、付き合いの長いシスキアに対しては、彼女がガーロットに惹かれていることを察しており自ら身を引いている。
ストーリーの分岐によって異なる運命を辿る。
メデューテ
声 - 田中理恵
もうひとりのヒロイン。「旅の武芸者」を自称する、巨大な斧を武器とする女戦士。義賊団として活動していたガーロット一行が掲げる理想に共感し、彼らに興味を持つ。ガーロット一行の戦い方が運と勢いに任せた素人同然のものであることを指摘し、ガーロットに理想を実現するための手段の必要性を自覚させる。
かつて魔竜ブロンガを倒した勇者ギルの分家筋の末裔だが、彼女自身はそうした宿命に対して否定的な感情を抱く。しかしガーロットやエイミが彼女と敵対する宿命にある魔竜の血を受け継ぐ者であることを知り、血筋や宿命といったものの意義について直面し思い悩むことになる。
ヴェルマン
声 - 四宮豪
帝国の改革を望むブロンキア帝国の貴族で、称号は方伯。小規模な義賊団を率いて小悪党の成敗を繰り返していたガーロット一行を私兵団として雇い入れ、彼らに武力で地位や名声を手に入れて権力に近づき、帝国の仕組みを根本から改革するという目標を示す。
ガーロットの後ろ盾として彼の信頼を得ていくが、ヴェルマンの側は自らの手を離れてカリスマ性を発揮していくガーロットに対して複雑な感情も抱いており、ストーリーの分岐によっては、ガーロットにとって思いもよらなかったその内面が明かされる。
アイギナ
声 - 中原麻衣
ルシエナの双子の妹。フルネームはアイギナ＝アイネ＝アルトワルツ。自らの素性についてはあまり仲間に明かしたがらないが、その正体は隣国ファンタジニア王国の国王オルディーンの娘であり、前作の中心人物である王女ユグドラの姉。国を追われ神生教団なる組織に命を狙われており、自分を捨てた王国を恨み、何も知らずに平穏な生活を享受するユグドラを羨んで憎悪している。姉妹を匿ってくれていた養父を亡くし、教団に追われていたところを私兵団グラムブレイズに助けられ、ヴェルマンを後ろ盾として得て私兵団グラムブレイズの一員となる。
前作ではルシエナと二人一組の将として、新生ブロンキア帝国の一員としてユグドラと敵対した人物。ストーリーの分岐によっては、彼女の復讐に焦点を当てた展開が描かれることもある。
ルシエナ
声 - 中原麻衣
アイギナの双子の姉。フルネームはルシエナ＝ルーン＝アルトワルツ。妹のアイギナと共に国を追われたファンタジニア王国の王族。剣の心得はあるものの、足に怪我を負っており療養中の身である。
前作ではアイギナと二人一組の将として、新生ブロンキア帝国の一員として登場した人物。
ネシア
声 - 代永翼
数々の予言を言い当ててきた預言者にして死人使いである、盲目の魔術師。ジェノンが戦術レベルの策を得意とするのに対し、ネシアは戦略レベルの作戦を得意としている。彼を私兵団グラムブレイズの頭脳として迎えるために訪れたガーロットの実力を認め、彼に協力する。その正体は天界を追放され、永き時を生きる堕天使であり、かつて魔竜ブロンガを倒した勇者ギルの盟友でもある。
前作では新生ブロンキア帝国五頭竜将のひとりとして振る舞いつつ、天界に対する復讐という独自の目的のため、自作自演によって地上世界の歴史を陰から操る黒幕的な立場だった人物。本作においても利害が一致すれば味方にもなり、一致しなければ仲間すら利用し陥れる敵にもなる。
エイミ
声 - 野中藍
生き別れの兄を探している幼い少女。ボクっ娘。ガーロットを「ダンチョーお兄ちゃん」と呼び慕う。物語冒頭で人身売買に売られそうになっていたところを義賊団に助けられ、後に再会した際にはネシアの予言に従って兄を探す手掛かりを得るために私兵団グラムブレイズに同行する。次第に戦いで皆の役に立ちたいという願いを抱くようになる。
実は彼女が探している兄「ガルカーサ」とはガーロットのことであり、同様に魔竜ブロンガの血を受け継ぐ人物。ストーリー分岐によっては、本来の名前を取り戻すことで封印されていた力を覚醒させる展開となる場合もあり、その際には彼女が前作でガルカーサの異母妹にして新生ブロンキア帝国五頭竜将のひとりとして登場した、緋雪姫エミリオと同一人物であることが明かされる。
バイフー
声 - 最上嗣生
白虎の姿をした獣人で、怪力の持ち主。たどたどしい話し方で、しばしば脈絡もなく駄洒落を飛ばす。
主人が求めていた魔導書を探す過程で私兵団グラムブレイズと出会う。条件を満たすことで登場し仲間となる。
イータ
声 - 茅原実里
旅の吟遊詩人。昼と夜とで性別と性格、性能が変化する。ネシアとは面識がある。
条件を満たすことで登場し仲間となる。
ミゼル
声 - 代永翼
スリを生業にする賞金首だが、当初のガーロット同様に貴族や豪商のみを狙う義賊。二つ名は『はだしのミゼル』。
前作では敵キャラクターとして登場した人物。本作では条件を満たすことで登場し仲間となる。
ユーディ
声 - 岡田栄美
大砲を愛好し、その破壊力に魅せられている女魔法使い。どんな話題も大砲の話に結びつけてしまう程の大砲好き。魔術学園を追い出され山奥に隠棲していたところを私兵団グラムブレイズに招かれ、戦力として、また興味の対象でもある兵器開発にも貢献する。
前作では新生ブロンキア帝国の一員として登場した人物。本作では条件を満たすことで登場し仲間となる。
スレイプ
声 - 百々麻子
海に住むウンディーネ族の女性。同朋を皆殺しにされ、自分も「献上品」として人間に囚われていたところを私兵団グラムブレイズに救出される。いつでも深酒をしては酔っぱらっている。
条件を満たすことで登場し仲間となる。
パメラ
声 - 野中藍
ウンディーネを追い求める、自由奔放な魔女っ子。不老不死の一族の出身で、時に年季の入った話し方をする。ネシアとは面識がある。
前作にもプレイヤー側の仲間キャラクターとして登場した人物。隠しキャラクターという扱いであり、前作をプレイしている場合に条件を満たすことで仲間に加えることができる。
ジルヴァ
声 - 田中理恵
ルシエナ、アイギナ姉妹を追う神生教団の暗殺者。自分を育てた教団には盲目的に従っており、仲間の絆と言ったものを信じない。当初は姉妹を保護した私兵団グラムブレイズと幾度となく敵対しては敗北を重ね、失敗を埋め合わせようと躍起になるが、責任を取らされて粛清されそうになったところを私兵団グラムブレイズに救われる。
前作では新生ブロンキア帝国の一員として登場した人物。本作では条件を満たすことで仲間となる。
レオン
声 - 佐藤拓也
辺境の守備隊を率いる黒騎士。尊敬していた父親があらぬ疑いで皇帝に処刑され、自身も辺境に左遷されたことで心を閉ざし、荒れた生活を送っていた。模擬戦でガーロットに敗れたことから彼をライバル視するようになり、後にパンドラの傘下となってガーロットに対する雪辱を果たそうとする。敵にも味方にも容赦しない苛烈な性格だが実力は本物。
前作では新生ブロンキア帝国五頭竜将のひとりとして登場した人物。本作でも最終的にはガーロットの仲間となる。
エレナ
声 - 後藤麻衣
黒騎士レオンの妹。兄の孤高を知る唯一の肉親で、兄が周囲に対して心を閉ざしていた際にも数少ない理解者として、力なくもやさしく見守る。
前作ではプレイヤー側の仲間キャラクターとして登場した人物。

### ブロンキア帝国軍
ソルティエ
声 - 加藤将之
ブロンキア帝国の現皇帝。悪政で民衆を苦しめる。ガーロットが血筋によって魔竜ブロンガの力を受け継いでいるのに対し、皇帝の一族である彼は契約によってその力を受け継いでいる。
前作において、次代の指導者である焔帝ガルカーサ（＝ガーロット）によって武力で退けられたことが明かされている人物。ストーリーの分岐によってはその経緯が描かれる場合もあれば、異なる役割を演じる場合もある。
ラピス
声 - 茅原実里
ソルティエ皇帝に心酔し、絶対的な忠誠を誓っている親衛隊長の女性。
バルドゥス
声 - 遠藤大智
帝国古参の将軍で、「軍神」「ブロンキアの盾」の異名で呼ばれている。将軍の地位には己の実力のみで登り詰めた。
前作では新生ブロンキア帝国五頭竜将のひとりとして登場した人物。本作ではストーリー分岐によって敵にも仲間にもなる。

### ファンタジニア王国
ブロンキア帝国の隣国。前作『ユグドラ・ユニオン』の主要な舞台。
オルディーン
声 - 樋口智透
ファンタジニア王国の第31代王位継承者。善政を敷く風格ある王であり、ルシエナ・アイギナ・ユグドラの父でもある。
ルシエナとアイギナからは、双子を忌み子とする古い風習のために自分たちを捨てた親であるとして憎まれている。ただしストーリー分岐によっては、二人が考えていたものとは異なる真相も示される。
ユグドラ
声 - 中原麻衣
ファンタジニア王国の王女。父である国王オルディーンをはじめ、周囲の寵愛を一身に受けて育つ。姉であるルシエナとアイギナの存在については真実を知らされていない。
前作『ユグドラ・ユニオン』の中心人物だが、ストーリー分岐によって彼女の命運も大きく変化する。
ラッセル
声 - 小泉智
王国軍の都市カローナで守兵部隊の将校を務める青年。「魔剣士」とあだ名される。
前作では新生ブロンキア帝国五頭竜将のひとりとして登場した人物。
アランゼーム
声 - 楠見尚己
王国の国務大臣。政事の一切を取り仕切る有能な人物である一方、神生教団の教祖でもある。

### その他
ノルン
声 - 役名表示なし
自分が搾取する側であることを正当化し、貧しい人々を苦しめている悪徳商人。デイヴィドとセリカの雇い主として、物語本編の最初で義賊団と敵対する。
デイヴィド
声 - 高口公介
悪徳商人ノルンに雇われ、義賊団と敵対する傭兵。報酬と仕事内容が釣り合わないと考えれば、雇い主を平然と見捨てることもあるが、部下であるセリカからは慕われている。当初のガーロットが掲げていた方法論や理想を「青臭い」ものとして一蹴し、狡猾で不実な生き方を是として彼らと対決する。義賊団によって討たれて死亡した後は、セリカとガーロットの間に横たわる遺恨として尾を引き続ける。
セリカ
声 - 戸松遥
デイヴィドの部下のそばかす顔の女性。デイヴィドと揃いの山高帽を被っている。物語序盤においてデイヴィド共々ノルンに雇われ、賞金首であるガーロットの一行と敵対する。その後慕っていたデイヴィドが義賊団に討たれると復讐を誓い、ガーロットの命を執念深く狙い続ける。
言葉遣いや言動から、ガーロット一行からは馬鹿呼ばわりされており、そうした呼び名に対していちいち激昂する。
パンドラ
声 - 最上嗣生
ガーロットと同様に民衆の解放を掲げる人物。反乱軍を率いて帝国の体制そのものを破壊することを志すが、実際は大義名分の元に不法を働いて民衆を苦しめている。
インザーギ
声 - 阿部敦
セリカやパンドラに雇われて、幾度となく私兵団グラムブレイズと敵対する傭兵。
前作でも敵キャラクターとして登場した人物。
ベアトリーヌ
声 - 百々麻子
魔竜ブロンガについて研究している女性。ガーロットの母。幼い頃のガーロットとエイミから本来の名を封じることで、その力に封印を施した。
ストーリー分岐によって敵にも仲間にもなる。

## クラス

### 固有クラス
名前付きのキャラクター専用のクラス
ラビッドナイト
ガーロット専用クラス
アサルト
シスキア専用クラス
ジ・エインシャント
ネシア専用クラス
ヴァリアン
バイフー専用クラス
プラウラー
イータ専用クラス
ミスティックウィッチ
パメラ専用クラス
オラクル
ベアトリーヌ専用クラス
ノーブル
ヴェルマン専用クラス
リヴォルタ
パンドラ専用クラス
エンペラー
ソルティエ専用クラス
キング
オルディーン専用クラス
コンジャラー
アランゼーム専用クラス
ドラゴンナイト
ガルカーサ専用クラス
キディブロンガ
エミリオ専用クラス

### 汎用クラス
一般兵として複数名登場するもののクラス
フェンサー

ヴァルキリー

ナイト

ウンディーネ

バンディット

アックスバトラー

グリフライダー

ハンター

アサシン

ネクロマンサー

ウィッチ

インペリアルナイト

スケストン

ゴーレム

ゼパール

フォルネウス

アンドラス

ムルムル

レラージュ

アスモデウス

### クラス対応表
|                      | 武器 | 性別 | 主なキャラクター                              |
| -------------------- | ---- | ---- | --------------------------------------------- |
| ラビッドナイト       | 槍   | 男   | ガーロット                                    |
| アサルト             | 弓   | 女   | シスキア                                      |
| フェンサー           | 剣   | 男   | ジェノン / デイヴィド / インザーギ / ラッセル |
| アックスバトラー     | 斧   | 女   | メデューテ / セリカ                           |
| ヴァルキリー         | 剣   | 女   | アイギナ / ラピス                             |
| ナイト               | 槍   | 男   | レオン                                        |
| ウンディーネ         | 槍   | 女   | スレイプ                                      |
| バンディト           | 斧   | 男   |                                               |
| ハンター             | 弓   | 男   | ミゼル                                        |
| アサシン             | 弓   | 女   | ジルヴァ                                      |
| ジ・エインシャント   | 書   | 男   | ネシア                                        |
| ネクロマンサー       | 杖   | 男   | ノルン                                        |
| ウィッチ             | 杖   | 女   | ユーディ                                      |
| ミスティックウィッチ | 杖   | 女   | パメラ                                        |
| ヴァリアン           | 剣   | 男   | バイフー                                      |
| プラウラー           |      |      | イータ                                        |
| グリフライダー       | 斧   | 女   | エミリオ                                      |
| ガーディアンナイト   | 槍   | 男   | バルドゥス                                    |
| オラクル             | 鎌   | 女   | ベアトリーヌ                                  |
| ノーブル             | 杖   | 男   | ヴェルマン                                    |
| スケルトン           | 塊   | なし |                                               |
| ゴーレム             | 塊   | なし |                                               |
| インペリアルナイト   | 鎌   | 男   |                                               |
| リヴォルタ           | 斧   | 男   | パンドラ                                      |
| エンペラー           | 剣   | 男   | ソルティエ                                    |
| キング               | 剣   | 男   | オルディーン                                  |
| コンジャラー         | 杖   | 男   | アランゼーム                                  |
| ドラゴンナイト       | 鎌   | 男   | ガルカーサ                                    |
| キディブロンガ       | 斧   | 女   | エミリオ                                      |
| ゼパール             | 剣   | 男   |                                               |
| フォルネウス         | 槍   | 女   |                                               |
| アンドラス           | 斧   | 男   |                                               |
| ムルムル             | 斧   | 女   |                                               |
| レラージュ           | 弓   | 女   |                                               |
| アスモデウス         | 鎌   | 男   |                                               |

## タクティクスカード
|                      | エースタイプ | 効果                                     | 備考                                      |
| -------------------- | ------------ | ---------------------------------------- | ----------------------------------------- |
| メイクドール         | 杖           | ゴーレムを召喚                           | ウィッチ専用                              |
| ネクロゲード         | 書           | スケルトンを召喚                         | ネシア専用 夜間限定                       |
| メデューサアイ       | 弓           | 敵を石化状態                             | ハンター専用                              |
| ポイズンブレス       | 塊           | 敵を冒毒状態                             | スケルトン専用                            |
| グラヴィティカオス   | 斧           | 暗黒攻撃+呪縛状態                        |                                           |
| アイテムブレイク     | 剣           | 敵の装備アイテムを破壊                   | フェンサー専用                            |
| スティール           | 弓           | 敵の装備アイテムを盗む                   | シスキア専用                              |
| ブラッディクロー     | 弓           | 敵のヘッドを倒す                         | アサシン専用 夜間限定                     |
| チャリオット         | 槍           | 敵のメンバー数を自分と同じにする         | 騎馬タイプ専用                            |
| シールドバリア       | ALL          | 発動中ダメージを受けない                 |                                           |
| フレイム             | 杖           | 火炎攻撃+炎上状態                        |                                           |
| ブリザード           | 槍           | 冷気攻撃                                 | ウンディーネ使用時はダイヤモンドダスト    |
| サンダーボルト       | 弓           | 雷撃攻撃+麻痺状態                        |                                           |
| バニッシュ           | 剣           | 神聖攻撃                                 |                                           |
| ドラゴンキラー       | 斧           | 発動中ドラゴン系に優勢                   | メデューテ専用 相手がドラゴン系           |
| アースクウェイク     | 塊           | 近辺の石化ユニットやオブジェクトを破壊   | ゴーレム専用                              |
| マインドチェンジ     | ALL          | 敵メンバーを自分の戦力にする             | 相手が同サイズ 同性別                     |
| レヴォリューション   | 剣           | 敵のヘッド以外全て倒す                   | ヴァルキリー専用 ヘッドのみが残ったとき   |
| ジハード             | ALL          | 敵全滅                                   | オルディーン専用                          |
| サンクチュアリ       | ALL          | 倒れた自分のメンバーを復活させる         | 昼間限定                                  |
| リフレッシュメント   | ALL          | ユニオン内の士気とステータスの異常回復   | 女性ユニオンリーダーのみ                  |
| キスオブデス         | ALL          | 一定時間的を弱め自分強める               | 夜間限定 一定時間を過ぎるとヘッドが倒れる |
| フォーチュン         | ALL          | 発動中、敵味方LUKが力になる              |                                           |
| ミラージュ           | ALL          | 自分と敵の地形を入れ替え                 | 昼間限定                                  |
| バンシーズクライ     | 剣           | 発動中、敵のATKを1にする                 |                                           |
| アイヴィウィップ     | ALL          | 敵にダメージ                             |                                           |
| サンドストーム       | ALL          | 敵にダメージ                             |                                           |
| マントラップ         | ALL          | 敵にダメージ                             |                                           |
| ロックフォール       | ALL          | 敵にダメージ+鈍足状態                    |                                           |
| エースガード         | ALL          | ユニオン内の仲間への突撃と反撃をガード   | 男性ユニオンリーダーのみ                  |
| ジェノサイド         | 鎌・斧       | メンバーの命と引き換えに戦闘能力が上昇   | ガルカーサ、エミリオ専用                  |
| リィンカーネーション | 書           | 倒れたメンバーも含めユニットを転生させる | ネシア専用                                |
| オブリヴィアスドーン | 鎌           | 発動中、敵のゲージ/レイジレートを減少    | ベアトリーヌ専用                          |
| コーマカルマ         | 杖           | 敵を昏睡状態                             | パメラ専用、夜間限定                      |
| ジャッジメントゼロ   | 杖           | 使用者の状態により与えるダメージが変化   | アランゼーム専用                          |
| ラウーガー           | 剣           | ユニオン内の男性のみATK、GENが上昇       | バイフー専用                              |
| インサニティ         | 剣           | 敵にダメージ+状態異常                    | ソルティエ専用                            |
| ヴァイス             | ALL          | ユニオン内の仲間のLUKが上昇              |                                           |

- ブレイズ・ユニオンからの新カードは『ラウーガー』、『インサニティ』、『ヴァイス』の3枚。

## スタッフ
- プロデューサー - 安井光
- サウンドコンポーザー - 林茂樹
- キャラクターデザイン - 光崎瑠衣
- カードデザイン - 戸部淑
- シナリオ - アールフォース・エンターテインメント
- ナレーション - 樋口智透